# 陳錦棠
陳錦棠（英語：Chan Kam Tong，1906年8月7日—1981年12月30日）:260，一說為廣東中山小欖人，一說為南海人，廣東粵劇名伶、電影演員，行內人稱「一哥」（年長後多稱「一叔」）。擅演武戲及反派角色，獲得「武狀元」稱號:389,392:50-52,76-78。1950年代起長居香港至逝世。

## 生平
關於陳錦棠的父母及出生地並沒有明確記載。
關於早年學藝經歷，一般說法為陳錦棠最初師從名伶新北習武功，與關德興為師兄弟。據粵劇研究者朱少璋在專著中詳述，陳錦棠自6歲起跟從新北於廣州生活，乳名「阿玉」，新北為其義父兼師父，至17歲仍跟隨新北演戲，早期藝名為「新靚玉」:7-11,260-261，簡稱「靚玉」。
1924年曾加入駱錫源的新紀元劇團。1925年加入當時由馬師曾、陳非儂為台柱的大天羅劇團，從最基層的「拉扯」晉升至「三幫小武」，當時同樣未成名的桂名揚亦在大天羅，兩人曾一同演無名小卒:17,261。桂名揚後來成名早於陳錦棠，被稱為「金牌小武」:79，開創代表小武的粵劇流派「桂派」。亦有將陳錦棠視為「桂派」的說法。
後薛覺先接手大天羅，1929年正式改組為覺先聲劇團，陳錦棠留在覺先聲:17,262，獲薛覺先賞識，收其為徒兼義子。據朱少璋引用熟悉當時劇壇的名編劇南海十三郎之說，陳錦棠是先拜薛為師，後再認為義父，此舉曾被新北門人視為忘恩負義，但新北本人並不反對，且替陳向門人解釋，從此陳稱新北為阿叔，稱薛覺先為Daddy:12。這段時期開始受到注意。演藝事業上所使用的名字亦轉為「陳錦棠」。:7
1932年，獲日月星劇團重金禮聘，在覺先聲休班期間加盟，當時已成名的桂名揚亦在日月星:22,53,79-82。1933年，加盟編劇南海十三郎自組的大江南劇團，但該團經營不善，陳錦棠又曾自組臨時班，請南海十三郎編劇。同年覺先聲重組短期班，南海十三郎獲薛覺先之邀主理劇務，並寫出著名劇目《女兒香》，重返覺先聲的陳錦棠因演出該劇的反派文武生（男主角）魏昭仁，知名度及身價暴升。:54-57
1934至36年期間，曾再加盟日月星；加盟黃不廢的新生活劇團等；與關影憐、李海泉等人自組金星男女劇團。:264-265
1937年陳錦棠自組錦添花劇團，班底亦包括關影憐、李海泉，早期曾大膽起用新人白雪仙，成立之初劇務上亦多獲南海十三郎協助。除在廣東一帶演出外，1939至40年曾赴美洲巡迴演出。1950年代起完全成為香港本地戲班。錦添花至1970年代初結束，為二戰後香港最長壽的粵劇戲班。:65-75,268-269:373,381
自成立錦添花後，陳錦棠多年來亦曾新組、加盟其他戲班，如唐滌生等的鴻運劇團、芳艷芬的新艷陽劇團、吳君麗為花旦的麗聲劇團、麥炳榮與鳳凰女為台柱的大龍鳳劇團等等:267-290。
電影方面，1934年開始參與電影演出，1941年的《俠盜錦毛鼠》為首部主演作品。作品逾百部，主要集中於1959至1962年間。
最後之電影演出為聚集眾多名伶的大製作《李後主》（1968年上映），該片亦同是任劍輝及白雪仙最後參演之電影:90-93。1973年因腳傷結束舞台演出生涯。:292
晚年仍積極參與劇團策劃工作，樂於改革。其政策包括在過場編排上重視節奏，盡量避免落幕引起冷場，同時平衡中場休息時間；音樂方面強調曲詞與口白必須爽快，全部樂曲採用中國古樂；改良舞台佈景的寫實感；減低台柱薪酬而提高較基層人員待遇。:158-161
在粵劇業界事務方面，從香港八和會館（業界組織）於1953年成立，直至1978年，陳錦棠一直是每屆理事會成員:148-152，曾任第2屆副理事長、第14屆副主席等職:278,289。1965年啟德遊樂場開始營運，其前八和會館曾計劃承包啟德遊樂場之粵劇演出，作為業界的長期固定演出地點，但內部出現分歧。陳錦棠遂與妻子陸淑卿以及徐時、霍強成立泰來公司，於1965年初起承包該場地之粵劇演出，在當時的成立記者會上指出此舉為響應八和會館的救濟失業運動，除徐時受薪外，其餘三人皆為義務。一直承包至1970年代初。:63-64,153-157
1977年宣布退休。1981年12月28日因嚴重感冒入院，12月30日晚病逝於聖保祿醫院。:292-293 粵劇名伶阮兆輝認為陳錦棠是因戒鴉片煙以致身體出現毛病後逝世。

### 演藝風格
陳錦棠在粵劇中主要擔演文武生及小生:95。
他以武戲著稱:38-45，擅使「五色真軍」（金屬製真兵器）。更身懷一項高難度絕技「高檯飛椅」:44-45,229（或稱「飛椅」、「飛枱」），即把一張椅放於一張桌上，演員站於椅上，以腿勾住椅腳橫木，借力逐漸移動，最後連人帶椅飛躍至地面，期間需有稱為「台口」的舞台工作人員適時拉開桌子。此技鮮有人練成，自1960年代陳錦棠的演出後，已沒有人再表演過:45。陳錦棠少時雖已跟從新北習武，但據朱少璋引南海十三郎說，新北對各種角色俱有研究，但武戲並非其最擅長的項目，陳錦棠其實曾獲一位武技優秀的京劇坤角（女藝人）傳授北派武功。朱少璋又稱武師張海鵬、蕭月樓、韓雲傑均曾指導陳錦棠。:13,26
雖然正派與反派角色都曾演繹，但陳錦棠的經典角色多屬反派人物，如《女兒香》的魏昭仁、武松與潘金蓮故事中的西門慶（但其早年亦擅長演武松）:105-107、梁天來案的凌貴興:108-113，因此他相對於介意演反派的生角演員，戲路較廣:56，亦能較好地掌握亦忠亦奸、立場反覆的角色，如《萬世流芳張玉喬》中的明末將領李成棟:48。曾為錦添花編劇的潘焯稱，當時多安排蘇少棠（陳錦棠徒弟）演正面人物，陳錦棠演反面人物，「但戲都多落在『一哥』身上，這樣才襯托出戲味來」:227。此外他亦擅長演周瑜:42,167。

### 武狀元之說
據粵劇研究者黎鍵說，因二戰及國共內戰，1940年代後期大量伶人轉至香港，1950年代初香港粵劇界推選出「三王」，分別為「文武生王」新馬師曾、「花旦王」芳艷芬、「丑生王」梁醒波，後又選出陳錦棠為「武狀元」。1960年代組成的五王劇團之宣傳中，陳錦棠仍稱「武狀元」，其餘台柱為「慈善伶王」新馬師曾、「花旦王」鄧碧雲、「武生王」靚次伯、「丑生王」梁醒波、「小曲丑王」譚蘭卿、「二幫旦王」任冰兒。:389-393
但據朱少璋反駁黎說，早在1936年已有報道稱陳錦棠為「武狀元」；而1932年陳錦棠在日月星劇團劇目《花落見花心》中演出的角色朱亮是一名武狀元；又引1977年《星島日報》專訪，陳錦棠自言二戰前因常演武戲，已被人稱作「武狀元」。:50-52

## 演出作品

### 粵劇名作
| 劇目                   | 合作伶人       |
| ---------------------- | -------------- |
| 銅網陣                 |                |
| 五龍會                 |                |
| 隋宮十載菱花夢:8       | 芳艷芬         |
| 火網梵宮十四年:8       | 芳艷芬         |
| 董小宛                 | 芳艷芬         |
| 萬世流芳張玉喬         | 芳艷芬         |
| 新海盜名流             | 紅線女         |
| 血海蜂                 | 紅線女         |
| 三盜九龍盃             |                |
| 金鏢黃天霸             |                |
| 紅菱巧破無頭案:8       | 羅艷卿與鳳凰女 |
| 香銷十二美人樓:8       | 芳艷芬         |
| 英雄掌上野荼薇:8       | 白雪仙         |
| 燕子啣來燕子箋         | 陳露薇         |
| 蓋世雙雄霸楚城雙生劇:8 |                |
| 雙龍丹鳳霸皇都雙生劇:8 |                |
| 漢武帝夢會衛夫人:8     | 芳艷芬         |
| 洛神雙生劇:8           | 芳艷芬         |
| 香羅塚:8               | 吳君麗         |
| 胭脂淚灑戰袍紅:235     | 陳艷儂         |
| 梟雄虎將美⼈威:235     | 羅艷卿         |

### 電影演出
| 上映年份 | 電影名稱                 | 角色                                                                                    |
| -------- | ------------------------ | --------------------------------------------------------------------------------------- |
| 1934     | 紅船外史                 | 出現於戲中戲《璇宮艷史》（改編自美國電影《璇宮艷史》的粵劇劇目），角色當為男主角伯爵:19 |
| 1937     | 萬惡之夫                 | 梅絳霞:48                                                                               |
| 1939     | 第八天堂:104             |                                                                                         |
| 1941     | 俠盜錦毛鼠               | 錦毛鼠白玉堂，主角:189                                                                  |
| 1948     | 金鏢黃天霸（上、下集）   | 金鏢黃天霸，主角:240                                                                    |
| 1949     | 血滴子（上、下集）:420   |                                                                                         |
| 1950     | 董小宛                   | 洪承疇，反派:189                                                                        |
| 1951     | 珠海三雄:250             |                                                                                         |
| 1953     | 新女兒香                 | 魏昭仁，反派:24                                                                         |
| 1953     | 梁天來                   | 凌貴興，反派:36                                                                         |
| 1954     | 富士山之戀:40            | 柳永二郎:29-30                                                                          |
| 1954     | 萬里行屍                 | 閻將軍，反派:70                                                                         |
| 1954     | 苦盡甘來:74              |                                                                                         |
| 1955     | 繅絲女                   | 何俊堂:79                                                                               |
| 1955     | 玉女香車:80              |                                                                                         |
| 1955     | 血洗少林刀               | 爛頭蟀左嵩，主角之一:97                                                                 |
| 1955     | 一枝紅豔露凝香:106       |                                                                                         |
| 1955     | 八俠英雄傳:107           |                                                                                         |
| 1956     | 黃飛鴻七鬥火麒麟         | 火麒麟，反派:134                                                                        |
| 1956     | 武松血濺獅子樓           | 西門慶，反派:153-154                                                                    |
| 1956     | 關公月下釋貂蟬:169       |                                                                                         |
| 1957     | 信陵君竊符救趙           | 魏王:191                                                                                |
| 1957     | 七彩梁天來               | 凌貴興，反派:213                                                                        |
| 1958     | 冰山火線                 | 風原:217                                                                                |
| 1958     | 萬世流芳張玉喬           | 李成棟:219                                                                              |
| 1958     | 正德皇夜探龍鳳店:234-235 |                                                                                         |
| 1958     | 秦香蓮                   | 陳世美，反派:253                                                                        |
| 1958     | 香銷十二美人樓           | 賈彥齡:261                                                                              |
| 1959     | 泣荊花                   | 李存義:274                                                                              |
| 1959     | 射鵰英雄傳（二集）:286   |                                                                                         |
| 1959     | 九天玄女                 | 閩王王延翰，反派:287:91                                                                 |
| 1959     | 雪豔娘                   | 湯勤，反派:288                                                                          |
| 1959     | 金釵引鳳凰               | 趙劍青:289                                                                              |
| 1959     | 紅菱巧破無頭案           | 清官左維明:293:114-116                                                                  |
| 1959     | 沙三少情殺譚阿仁         | 沙三少，反派:298                                                                        |
| 1959     | 燕子啣來燕子箋:306       |                                                                                         |
| 1959     | 武松打虎                 | 西門慶，反派:306-307                                                                    |
| 1959     | 三月杜鵑魂               | 司徒雄天:307                                                                            |
| 1959     | 平步青雲（上集、大結局） | 正德皇帝:308-309                                                                        |
| 1959     | 雙槍陸文龍               | 王佐:313-314                                                                            |
| 1960     | 西施                     | 越王勾踐:10                                                                             |
| 1960     | 彩鸞燈                   | 錢貴卿，反派:11                                                                         |
| 1960     | 美人計                   | 周瑜:18                                                                                 |
| 1960     | 書劍恩仇錄（上、下集）   | 文泰來:28-29                                                                            |
| 1960     | 換巢鸞鳳                 | 周中亮:29                                                                               |
| 1960     | 西河會妻                 | 郭崇安，反派:31                                                                         |
| 1960     | 白蛇女碎屍還孽債         | 金鈴太子:40-41                                                                          |
| 1960     | 銀屏太子陰陽河會妻       | 金鈴太子:40-41                                                                          |
| 1960     | 琴挑誤（上集、大結局）   | 曹文，反派:42,52                                                                        |
| 1960     | 娘子軍封王               | 關山雪，主角之一:51                                                                     |
| 1960     | 龍虎鬥江南               | 四皇子胤禛，反派:57                                                                     |
| 1960     | 節婦審貪官               | 麥伯和，反派:65                                                                         |
| 1960     | 陣陣驚魂                 | 吳世雄，反派:68                                                                         |
| 1960     | 猛鬼孤兒                 | 李文道，反派:71                                                                         |
| 1960     | 再世奇緣                 | 劉彪，反派:76                                                                           |
| 1961     | 步步高陞                 | 貪官宋萬寶（喜劇諧角）:86:102                                                           |
| 1961     | 殺人王大戰扭計深         | 扭計深，反派:94                                                                         |
| 1961     | 一命難填九命冤           | 趙王，反派:97                                                                           |
| 1961     | 皇城救母定江山           | 凌霄將軍，反派:106                                                                      |
| 1961     | 萬里烽煙尋妹喜           | 桀王，反派:108                                                                          |
| 1961     | 英雄肝膽美人心           | 姬亮太子:117                                                                            |
| 1961     | 還珠淚                   | 林振聲:119                                                                              |
| 1961     | 小甘羅拜相（上集）:126   |                                                                                         |
| 1961     | 衣帶奇冤                 | 文少泉，反派:140                                                                        |
| 1961     | 百鳥朝凰:141             |                                                                                         |
| 1961     | 十三歲封王               | 徐平章，反派:144-145                                                                    |
| 1961     | 花木蘭                   | 王忠義:147                                                                              |
| 1961     | 楊門女將告御狀:147       |                                                                                         |
| 1961     | 漢宮英烈傳               | 崔成業:149                                                                              |
| 1961     | 金鑾教子認親娘           | 關山虎，反派:150                                                                        |
| 1962     | 雙龍丹鳳霸皇都           | 程金龍，主角之一:152                                                                    |
| 1962     | 福祿雙星                 | 張大福，反派:158                                                                        |
| 1962     | 新夜光杯                 | 風雲，反派:162-163                                                                      |
| 1962     | 珠樓錯                   | 華孝麟:165                                                                              |
| 1962     | 小甘羅拜相（大結局）     | 趙王:173                                                                                |
| 1962     | 美人如玉劍如虹           | 王爺，反派:174-175                                                                      |
| 1962     | 文武狀元爭彩鳳           | 武志雄，主角之一:175                                                                    |
| 1962     | 浴室飛屍                 | 名盜何萍，主角之一:179                                                                  |
| 1962     | 情淚染袈裟               | 楊仲華，反派:180                                                                        |
| 1962     | 龍鳳奇緣                 | 馬如龍:184-185                                                                          |
| 1962     | 大明群英會               | 張良弼，反派:186                                                                        |
| 1962     | 血洗愛河橋               | 上官千里將軍:195                                                                        |
| 1962     | 小薛蛟舉獅觀圖:208       |                                                                                         |
| 1963     | 玉龍太子出家             | 金龍太子洪武:228-229                                                                    |
| 1963     | 清官斬孝女               | 田順，反派:231                                                                          |
| 1963     | 亂拜石榴裙               | 天虹太子:236                                                                            |
| 1963     | 風雨泣萍姬:243           |                                                                                         |
| 1963     | 武潘安                   | 徐文亮:248                                                                              |
| 1968     | 李後主                   | 宋太宗                                                                                  |

## 家庭
其妻陸淑卿為陸佑後人，一說為女兒，一說為孫女。據朱少璋考證，孫女之說為實，陸淑卿（1908－2001年）是陸佑兒子陸運超的五房太太楊秀坤所生。陳錦棠與陸淑卿於1936年1月1日在香港成婚。陸淑卿一直主理錦添花劇團班務，朱少璋指她在粵劇界與薛覺先之妻唐雪卿、文覺非之妻梁金蝶、羅品超之妻黃寶瓊並稱為「四大老婆」，朱少璋亦認同製作人丘亞葵將她譽為「女班政家」、「女中豪傑」。:58-64,265
陳錦棠的女兒陳琰玲同時亦是其關門弟子。早年在廣州由師公新北照顧並向她傳授粵劇基本功，名字「琰玲」亦為新北所起。:190-194

## 徒弟
以下僅列出具代表性、記載較多者。

### 男弟子
- 蕭仲坤[2]（1929－2005年）：入門最早的弟子，與蘇少棠合稱陳門「哼哈二將」。[3]:162-168
- 蘇少棠[2][23]（1927－2012年）：與蕭仲坤合稱陳門「哼哈二將」。為錦添花劇團後期之台柱。[3]:162-168
- 梁蔭棠[24]（1911－1979年）：曾向桂名揚學藝，後帶藝拜陳錦棠為師，人稱「武探花」（時人本擬稱其為「武榜眼」，但他不敢緊居於師父之後，故稱「武探花」）。[3]:168-172
- 盧海天（？－2003年）[註 7] ：曾向桂名揚學藝，後帶藝拜陳錦棠為師[3]:168-172。香港音樂人盧冠廷之父。
- 羅家寶（1930－2016年）：粵劇大師。約13歲拜陳錦棠為師，與蕭仲坤及蘇少棠為結拜兄弟，亦曾師從薛覺先、桂名揚，始創「蝦腔」[3]:174-175。名伶羅家英堂兄。
- 林錦堂（1948－2013年）：朱少璋據陳錦棠訃文及一些報章報道考證，認為他曾拜陳錦棠為師。[3]:177-180
- 周少平（1916－2011年）：1939年起於美國演出，因太平洋戰爭而滯留，加入美軍，戰後定居美國成為公民，沒有再以粵劇為業，只參與業餘演出。曾為香港八和會館名譽顧問。[25][3]:175-176
- 唐佳（1937年－）：1960-70年代香港著名武術指導，1950年代來到香港謀生，曾在戲班工作，向陳錦棠學藝。[26][3]:176-177
- 梁漢威（1944－2011年），未曾正式向陳錦棠拜師，1960年代在啟德遊樂場演出期間，常效法陳錦棠的演法，獲陳錦棠指點。於2005年八和會館一項口述調查中表示，曾口頭上向陳錦棠拜師。[3]:181-183

### 女弟子
- 陳慧瑜：曾與導演馮峰結婚，誕下著名女演員馮寶寶。又曾與陳錦棠妻陸淑卿之姪兒陸潤龍結婚，1958年離婚。[3]:184-185
- 梁素琴（1928－2022）：粵樂大師梁以忠及粵曲歌唱家張玉京之女，有才女之稱。最初於錦添花劇團師從陳錦棠（1940年前後），不久隨父親轉投當時在桂林的覺先聲劇團，拜薛覺先為師。[27][28][3]:185-189
- 李香琴（1932－2021）：著名二幫花旦及影視演員，曾加入陳錦棠領導的「錦添花劇團」。[29]
- 陳琰玲：陳錦棠之女，見上。

## 相關書籍
- 朱少璋著《陳錦棠演藝平生》[3]

## 備註
1. ↑  出生日為農曆六月十八日，故有6月18日出生之說[4]。
2. ↑  不論中山小欖說及南海說，均沒有明確指出是出生地還是祖籍。
3. ↑  「小武」為粵劇界行「六柱制」前的傳統行當，即專演年輕的武打角色。「三幫」即第三之意。
4. ↑  按黎鍵說，早期似以廣州為活動中心點，二戰後轉移至香港，但其未提及最初組班的確切時間。按朱少璋說，早期的活動中心點已是香港，有較詳細考證及指出確切時間。
5. ↑  薛覺先是此劇文武生。
6. ↑  此角色姓名存疑。
7. ↑  據朱少璋引2003年《八和匯報》，1982年逝世之說為誤傳。

## 外部連結
- 陳錦棠在香港影庫上的簡介
- 陳錦棠在互联网电影资料库（IMDb）上的資料（英文）
- 陳錦棠在豆瓣上的资料（简体中文）